# 사랑의 기쁨 (영화)
《사랑의 기쁨》(영어: The Butcher's Wife)은 미국에서 제작된 테리 휴스 감독의 1991년 로맨틱 코미디 드라마 영화이다. 더미 무어 등이 출연하였고, 로런 로이드 등이 제작에 참여하였다.

## 출연
- 더미 무어
- 제프 대니얼스
- 조지 전자
- 메리 스틴버전
- 프랜시스 맥도먼드
- 마거릿 콜린
- 맥스 펄리치
- 미리엄 마걸리스
- 루이스 아발로스
- 헬렌 핸프트
- 엘리자베스 로런스
- 다이앤 샐린저

## 기타 제작진
- 미술: 찰스 로즌
- 의상: 시어도라 밴렁클

## 우리말 녹음
MBC 성우진 (2005년 4월 23일)
- 윤소라 - 머리나 (더미 무어)
- 최한 - 앨릭스 (제프 대니얼스)
- 최석필 - 리오 (조지 전자)
- 정희선
- 홍승옥
- 이성
- 기경옥
- 최성우
- 이미자
- 이선주
- 전수빈
- 채의진
- 방성준
- 정재헌